# Hodnost
Hodnost je označení charakterizující postavení a význam jedince v hierarchicky uspořádaném systému. Často je spojena s nějakými výhodami oproti nižším hodnostem. U přísně hierarchických systémů hodností u ozbrojených sil dává vyšší hodnost právo udělovat rozkazy nižším hodnostem. Hodnost se pojí s osobou, které byla udělena, zůstává jí i po převelení do zálohy nebo odchodu do důchodu. Osoba o ni může přijít pouze povýšením nebo degradací. Např. plukovník je nadřízený např. poručíka a podřízený generálovi.

## Jmenovaní do funkce
Občas bývá nesprávně používán pojem hodnost i v poněkud širším významu, kdy se pod ní rozumí nejen pravé hodnosti, ale i posty, tedy jmenování do funkce. Časté je to například u ozbrojených sil. Post je pozice, která není nijak automaticky spojena s osobou toho, který ji zrovna zastává. Obvykle je funkce nadřazena hodnosti: Např. oblastní vrchní velitel je bez ohledu na hodnosti nadřazen všem vojákům přiděleným jeho oblasti. Tato funkce není spojena s jeho osobou – je to jen dočasná pozice, z níž může být zas odvolán: převelen, odejít do zálohy nebo důchodu, nebo se funkce může i sám vzdát (rezignovat). Při odvolání z funkce, je-li převelen na jiné místo s odlišnou „hodnotou“, často se mluví (stejně jako u hodnosti) o povýšení nebo degradaci.[zdroj⁠?!]
Funkční hodnost je typická například pro letecký a lodní průmysl:
- Na jednu stranu jsou důstojnické nebo kapitánské zkoušky základním předpokladem a formou vzdělání či certifikace, jako důkaz úrovně kvalifikace dané osoby,
- na druhou stranu může být jmenován kapitánem dané lodi až jejím majitelem, z rozhodnutí či svolení toho majitele či provozovatele: Na takové jmenování nemá kapitán apriori žádný vymahatelný nárok.

## Výložky
Výložky, náložky nebo nárameníky jsou zvláštní části uniformy určené k umístění distinkcí. Tyto pak vyjadřují hodnost svého nositele, profesní specializaci, platovou třídu; obecně jeho pozici v hierarchii systému.
- Výložky jsou plošky na límci či klopě svrchního oděvu stejnokroje (blůza, kabát, plášť, nově i nátělník s límcem). Barva plošky někdy symbolizuje zbraň (druh vojska).
- Hodnostní náložky jsou zesílená místa pro upnutí distinkcí na prsou košile, blůzy, kabátu, či na pokrývce hlavy. (Mnohdy se ovšem distinkce upevňují přímo do okolku čepice či baretu.)
- Nárameníky se upínají na obě náramenice svrchního oděvu stejnokroje (košile či halenky, bundokošile, bundy, blůzy, kabátu, pláště). Jsou nasouvací nebo našité pevně. Historicky sloužily nárameníky k upevnění popruhů nosného systému.
- Pogony jsou ztužené nárameníky, tradiční v ruských ozbrojených silách. V letech 1951–59 byl užívány i v Československu a byly to "velmi komunikativní" nárameníky, neboť kombinací barev nárameníku, lemovky i hodnostního proužku (u mužstva) či lemovky, stuhy, průsvitu a insignie (u gážistů) vyjadřovaly hodnost, druh vojska, rozlišení skupiny zbraní a služeb, a odbornost.
- Epolety jsou ztužené nárameníky bohatě zdobené dracounovými třásněmi. Hodnost na epoletách vyjadřuje počet řad třásní. Vojenské hodnosti důstojníků ČSA 1951–1958

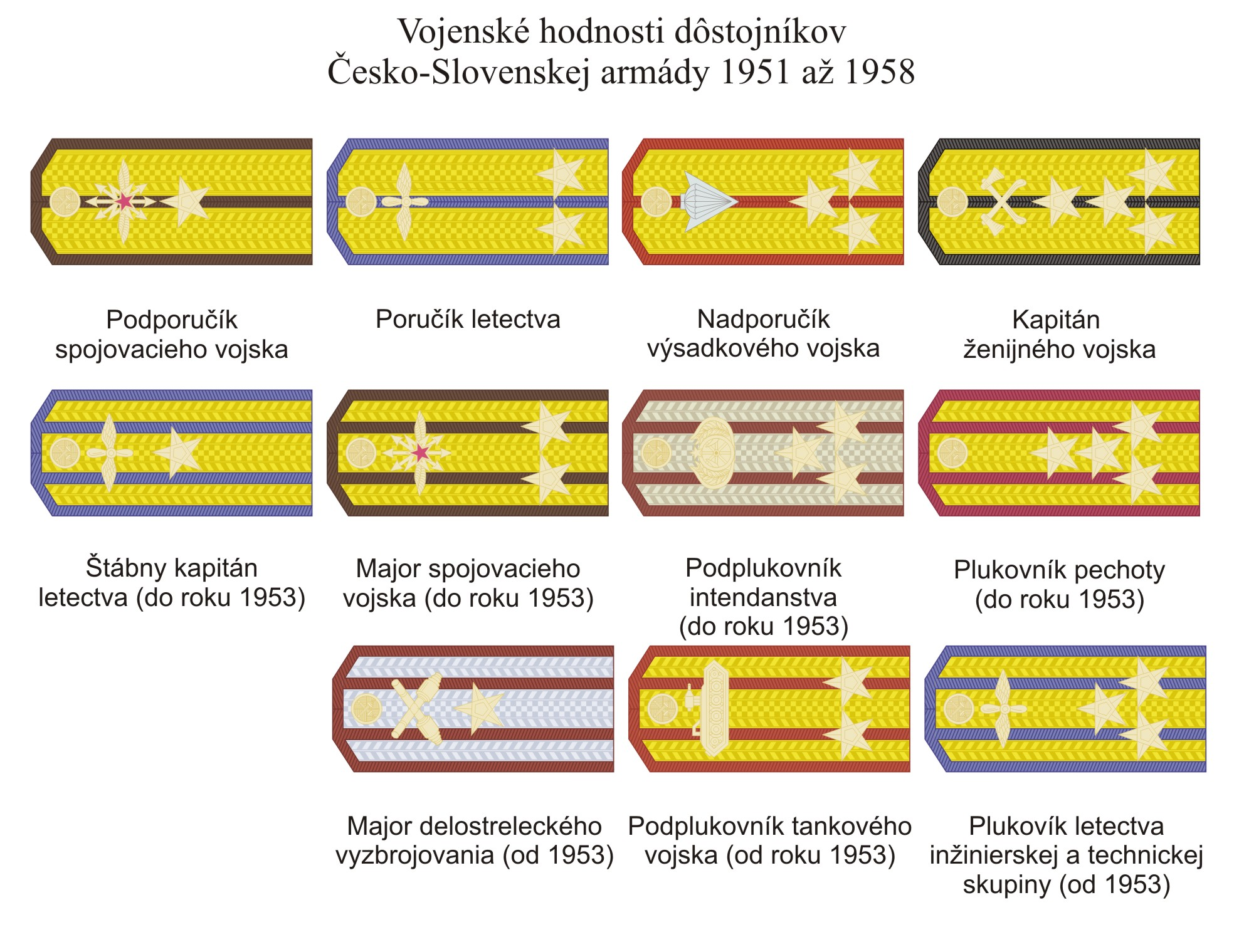
Vojenské hodnosti důstojníků ČSA 1951–1958

Naproti tomu kapitánské epolety může nosit i vůdce malého plavidla nebo i civilní pilot ULL, ba i amatérský (volnočasový, mimo zaměstnání).

### Salutování
Typicky v armádě jsou pravidla o salutování, kdy a jak se má zdravit, obzvláště při uniformovanosti a v souvislosti s předepsanou pokrývkou hlavy. Na druhou stranu je už na domluvě či zvyklostech u daného útvaru či v dané skupině, zda se vzájemně zdraví, ba přímo si salutují, i když podřízený není zrovna v uniformě, když má dokonce volno, nebo když nadřízený má/nemá zrovna na sobě uniformu. Obzvláště brigadýrky je třeba zdravit automaticky a okamžitě, na to jsou v armádě závazná pravidla.